# Senegal na Letnich Igrzyskach Olimpijskich 2012
Senegal na Letnich Igrzyskach Olimpijskich 2012, które odbyły się w Londynie, reprezentowało 32 zawodników. Nie zdobyli oni żadnego medalu.
Był to trzynasty start reprezentacji Senegalu na letnich igrzyskach olimpijskich.

## Reprezentanci

### Judo
Kobiety
| Zawodniczka       | Konkurencja | 1/16                | 1/8                   | Ćwierćfinały        | Półfinały           | Repasaż 1           | Repasaż 2           | Finał               | Finał   |
| Zawodniczka       | Konkurencja | Przeciwniczka Wynik | Przeciwniczka Wynik   | Przeciwniczka Wynik | Przeciwniczka Wynik | Przeciwniczka Wynik | Przeciwniczka Wynik | Przeciwniczka Wynik | Pozycja |
| ----------------- | ----------- | ------------------- | --------------------- | ------------------- | ------------------- | ------------------- | ------------------- | ------------------- | ------- |
| Hortense Diédhiou | -57 kg      | BYE                 | Filzmoser P 0001-1001 | NQ                  | NQ                  | NQ                  | NQ                  | NQ                  | NQ      |

### Kajakarstwo

#### Kajakarstwo klasyczne
Mężczyźni
| Zawodnik      | Konkurencja | Eliminacje | Eliminacje | Półfinały | Półfinały | Finał    | Finał   |
| Zawodnik      | Konkurencja | Czas       | Pozycja    | Czas      | Pozycja   | Czas     | Pozycja |
| ------------- | ----------- | ---------- | ---------- | --------- | --------- | -------- | ------- |
| Ndiatte Gueye | C-1 200 m   | 51.708     | 6.         | 50.798    | 8.        | NQ       | NQ      |
| Ndiatte Gueye | C-1 1000 m  | 4:33.884   | 5.         | 4:37.171  | 7. FB     | 4:32.251 | 13.     |

### Lekkoatletyka

#### Mężczyźni
Konkurencje biegowe
| Konkurencja                | Zawodnik            | Runda 1  | Runda 1 | Runda 2  | Runda 2 | Półfinał | Półfinał | Finał    | Finał   |
| Konkurencja                | Zawodnik            | Rezultat | Pozycja | Rezultat | Pozycja | Rezultat | Pozycja  | Rezultat | Pozycja |
| -------------------------- | ------------------- | -------- | ------- | -------- | ------- | -------- | -------- | -------- | ------- |
| Bieg na 110 m przez płotki | Moussa Dembele      | DSQ      | DSQ     | —        | —       | NQ       | NQ       | NQ       | NQ      |
| Bieg na 400 m przez płotki | Mamadou Kasse Hanné | 49.63    | 3.      | —        | —       | 48.80    | 5.       | NQ       | NQ      |

Konkurencje techniczne
| Konkurencja | Zawodnik         | Eliminacje | Eliminacje | Finał    | Finał   |
| Konkurencja | Zawodnik         | Rezultat   | Pozycja    | Rezultat | Pozycja |
| ----------- | ---------------- | ---------- | ---------- | -------- | ------- |
| Skok w dal  | Ndiss Kaba Badji | 7.66       | 24.        | NQ       | NQ      |

#### Kobiety
Konkurencje biegowe
| Konkurencja   | Zawodniczka        | Runda 1  | Runda 1 | Runda 2  | Runda 2 | Półfinał | Półfinał | Finał    | Finał   |
| Konkurencja   | Zawodniczka        | Rezultat | Pozycja | Rezultat | Pozycja | Rezultat | Pozycja  | Rezultat | Pozycja |
| ------------- | ------------------ | -------- | ------- | -------- | ------- | -------- | -------- | -------- | ------- |
| Bieg na 200 m | Ndeye Fatou Soumah | 23.89    | 9.      | —        | —       | NQ       | NQ       | NQ       | NQ      |
| Bieg na 400 m | Amy Mbacké Thiam   | 53.23    | 4.      | —        | —       | NQ       | NQ       | NQ       | NQ      |

Konkurencje techniczne
| Konkurencja | Zawodnik | Eliminacje | Eliminacje | Finał    | Finał   |
| Konkurencja | Zawodnik | Rezultat   | Pozycja    | Rezultat | Pozycja |
| ----------- | -------- | ---------- | ---------- | -------- | ------- |
| Rzut młotem | Amy Sene | 65,49      | 32.        | NQ       | NQ      |

### Piłka nożna
Mężczyźni
- Reprezentacja mężczyzn

Faza grupowa
Grupa A
| Zespół                       | Pld | W | D | L | GF | GA | GD | Pts |
| ---------------------------- | --- | - | - | - | -- | -- | -- | --- |
| Wielka Brytania              | 3   | 2 | 1 | 0 | 5  | 2  | +3 | 7   |
| Senegal                      | 3   | 1 | 2 | 0 | 4  | 2  | +2 | 5   |
| Urugwaj                      | 3   | 1 | 0 | 2 | 2  | 4  | -2 | 3   |
| Zjednoczone Emiraty Arabskie | 3   | 0 | 1 | 2 | 3  | 6  | -3 | 1   |

| 26 lipca 2012 | Wielka Brytania | 1:1   | Senegal    |                                                                 |
| 19:45         | Bellamy 20'     | (1:0) | 82' Konaté | Old Trafford, Manchester Widzów: 72,176 Sędzia: Ravshan Ermatov |

| 29 lipca 2012 | Senegal         | 2:0   | Urugwaj |                                                            |
| 17:00         | Konaté 10', 37' | (2:0) |         | Stadion Wembley, Londyn Widzów: 75,093 Sędzia: Felix Brych |
| 17:00         | Ba 30'          | (2:0) |         | Stadion Wembley, Londyn Widzów: 75,093 Sędzia: Felix Brych |

| 1 sierpnia 2012 | Senegal    | 1:1   | Zjednoczone Emiraty Arabskie |                                                                |
| 19:45           | Konaté 49' | (0:1) | 21' Matar                    | Ricoh Arena, Coventry Widzów: 28,652 Sędzia: Svein Oddvar Moen |

Ćwierćfinał
| 4 sierpnia 2012 | Meksyk                                                                                | 4:2 (pd.)  | Senegal                                     |                                                  |
| 13:30           | Jorge Enríquez 10' · Javier Aquino 62' · Giovani dos Santos 98' · Héctor Herrera 109' | (1:0, 2:2) | 69' Pape Moussa Konaté · 76' Ibrahima Baldé | Stadion Wembley, Londyn Sędzia: Mark Clattenburg |

Skład
| Nr | Imię i nazwisko   | Data urodzenia (wiek) | Klub              | Pozycja |
| -- | ----------------- | --------------------- | ----------------- | ------- |
| 1  | Ousmane Mané      | 1.10.1990 (21)        | Diambars de Saly  | B       |
| 2  | Saliou Ciss       | 15.09.1989 (22)       | Tromsø IL         | O       |
| 3  | Ibrahima Seck     | 10.08.1989 (22)       | SAS Épinal        | P       |
| 4  | Abdoulaye Ba      | 1.01.1991 (21)        | Académica Coimbra | O       |
| 5  | Papa Gueye        | 7.06.1984 (28)        | Metalist Charków  | O       |
| 6  | Zargo Touré       | 11.11.1989 (22)       | US Boulogne       | O       |
| 7  | Moussa Konaté     | 3.04.1993 (19)        | Maccabi Tel Awiw  | N       |
| 8  | Cheykhou Kouyaté  | 21.12.1989 (22)       | RSC Anderlecht    | P       |
| 9  | Kara Mbodj        | 11.11.1989 (22)       | Tromsø IL         | O       |
| 10 | Sadio Mané        | 10.04.1992 (20)       | FC Metz           | P       |
| 11 | Kalidou Yéro      | 19.08.1991 (20)       | Gil Vicente FC    | N       |
| 12 | Ibrahima Baldé    | 4.04.1989 (23)        | CA Osasuna        | N       |
| 13 | Mohamed Diamé (c) | 14.06.1987 (25)       | West Ham United   | P       |
| 14 | Idrissa Gueye     | 26.09.1989 (22)       | OSC Lille         | P       |
| 15 | Magaye Gueye      | 6.07.1990 (22)        | Everton           | N       |
| 16 | Pape Souare       | 6.06.1990 (20)        | OSC Lille         | O       |
| 17 | Stéphane Badji    | 29.05.1990 (22)       | Sogndal           | P       |
| 18 | Papa Camara       | 16.01.1993 (19)       | FC Sochaux        | B       |

Trener:  Joseph Koto

### Pływanie
Mężczyźni
| Zawodnik    | Konkurencja          | Eliminacje | Eliminacje | Półfinał | Półfinał | Finał | Finał   |
| Zawodnik    | Konkurencja          | Czas       | Miejsce    | Czas     | Miejsce  | Czas  | Miejsce |
| ----------- | -------------------- | ---------- | ---------- | -------- | -------- | ----- | ------- |
| Malick Fall | 100 m st. klasycznym | 1:02.93    | 37.        | NQ       | NQ       | NQ    | NQ      |

Kobiety
| Zawodniczka | Konkurencja        | Eliminacje | Eliminacje | Półfinał | Półfinał | Finał | Finał   |
| Zawodniczka | Konkurencja        | Czas       | Miejsce    | Czas     | Miejsce  | Czas  | Miejsce |
| ----------- | ------------------ | ---------- | ---------- | -------- | -------- | ----- | ------- |
| Mareme Faye | 100 m st. dowolnym | 1:06.42    | 46.        | NQ       | NQ       | NQ    | NQ      |

### Szermierka
Mężczyźni
| Zawodnik          | Konkurencja          | 1/32             | 1/16              | 1/8              | Ćwierćfinały     | Półfinały        | Finał            | Finał   |
| Zawodnik          | Konkurencja          | Przeciwnik Wynik | Przeciwnik Wynik  | Przeciwnik Wynik | Przeciwnik Wynik | Przeciwnik Wynik | Przeciwnik Wynik | Pozycja |
| ----------------- | -------------------- | ---------------- | ----------------- | ---------------- | ---------------- | ---------------- | ---------------- | ------- |
| Alexandre Bouzaid | Szpada indywidualnie | —                | Zawrotniak W 15-9 | Pizzo P 11-15    | NQ               | NQ               | NQ               | NQ      |

### Taekwondo
| Zawodnik        | Konkurencja | 1/8              | Ćwierćfinały     | Półfinały        | Repesaż 1        | Repesaż 2        | Finał            | Finał   |
| Zawodnik        | Konkurencja | Przeciwnik Wynik | Przeciwnik Wynik | Przeciwnik Wynik | Przeciwnik Wynik | Przeciwnik Wynik | Przeciwnik Wynik | Pozycja |
| --------------- | ----------- | ---------------- | ---------------- | ---------------- | ---------------- | ---------------- | ---------------- | ------- |
| Bineta Diedhiou | -57 kg (k)  | Mikkonen P 6-9   | NQ               | NQ               | NQ               | NQ               | NQ               | NQ      |

### Zapasy
Mężczyźni
Styl wolny
| Zawodnik     | Konkurencja | Kwalifikacje     | 1/8              | Ćwierćfinał      | Półfinał         | Repesaż 1        | Repesaż 2        | Finał            | Finał   |
| Zawodnik     | Konkurencja | Przeciwnik Wynik | Przeciwnik Wynik | Przeciwnik Wynik | Przeciwnik Wynik | Przeciwnik Wynik | Przeciwnik Wynik | Przeciwnik Wynik | Pozycja |
| ------------ | ----------- | ---------------- | ---------------- | ---------------- | ---------------- | ---------------- | ---------------- | ---------------- | ------- |
| Malal Ndiaye | −120 kg     | BYE              | Czuluunbat P 0-3 | NQ               | NQ               | NQ               | NQ               | NQ               | NQ      |

Kobiety
| Zawodniczka     | Konkurencja | Kwalifikacje        | 1/8                 | Ćwierćfinał         | Półfinał            | Repesaż 1           | Repesaż 2           | Finał/O brązowy medal | Finał/O brązowy medal |
| Zawodniczka     | Konkurencja | Przeciwniczka Wynik | Przeciwniczka Wynik | Przeciwniczka Wynik | Przeciwniczka Wynik | Przeciwniczka Wynik | Przeciwniczka Wynik | Przeciwniczka Wynik   | Pozycja               |
| --------------- | ----------- | ------------------- | ------------------- | ------------------- | ------------------- | ------------------- | ------------------- | --------------------- | --------------------- |
| Isabelle Sambou | −48 kg      | BYE                 | Benie W 3-0         | Obara P 0-3         | NQ                  | BYE                 | Mizjan W 5-1        | Huynh P 0-3           | 5.                    |